# 그레이스 스태퍼드

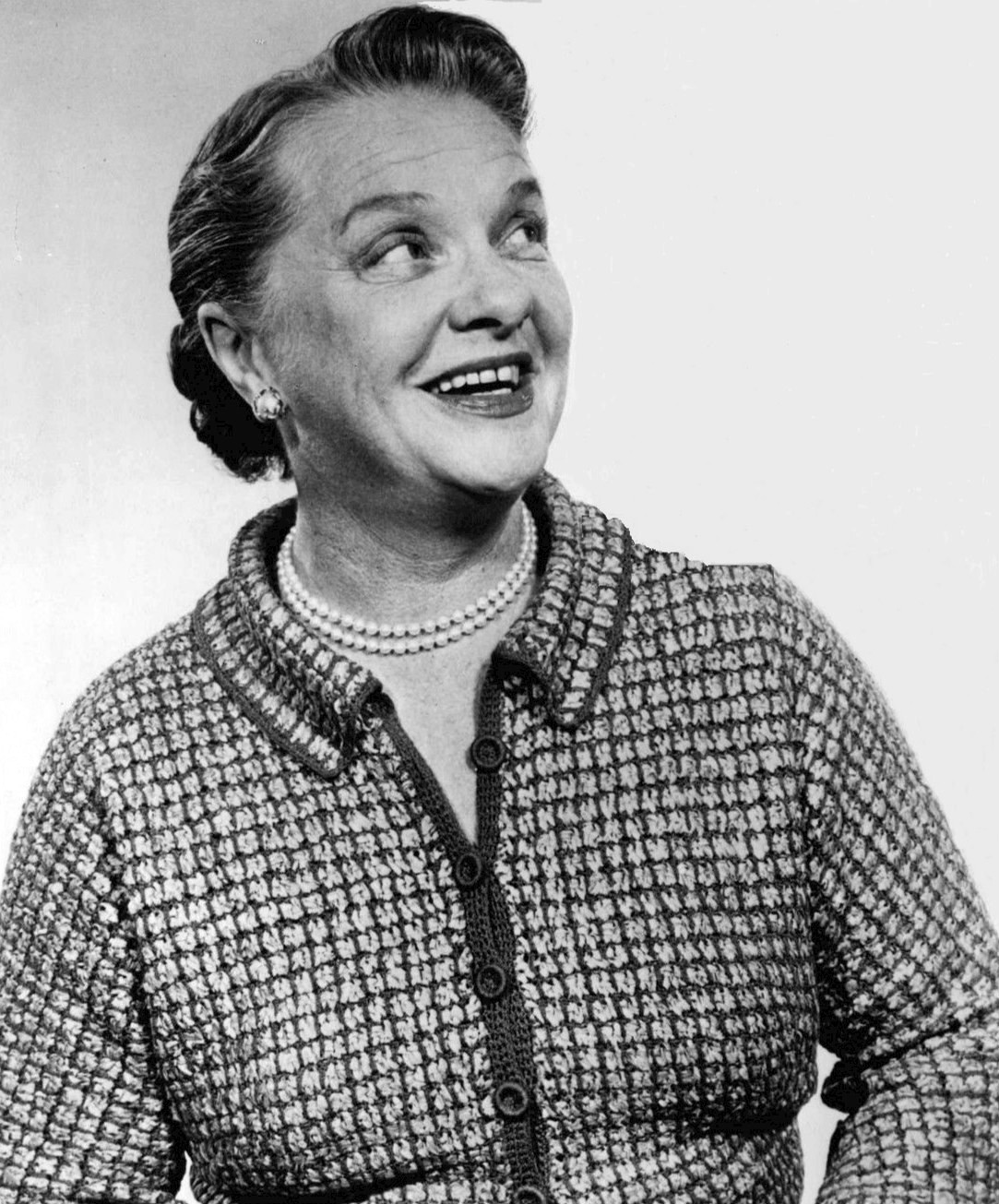

그레이스 스태퍼드(영어: Grace Stafford, 1903년 11월 7일 ~ 1992년 3월 17일)는 미국의 배우 겸 성우이다.
뉴욕에서 태어났으며 버뱅크에서 사망하였다. 포리스트 론 메모리얼 파크에 매장되었다.

## 영화
- 나치 스파이의 고백 (1939년) - 미시즈 헬렌 슈나이더 역
- 안소니 에드버즈 (1936년)